# Olaf TV – Von Schubert zu Mensch
Olaf TV – Von Schubert zu Mensch ist eine deutsche Kabarett-Fernsehsendung. Benannt ist die Sendung nach ihrem Gastgeber Olaf Schubert, der bislang zwölfmal auf 3sat und ZDFkultur durch die Sendung geführt hat.

## Inhalt
Der bekannte Kabarettist Olaf Schubert zeigt in seiner Sendung Einspieler, spricht mit Gästen und singt seine eigenen Songs. Zunächst wurde die Sendung noch ohne Publikum aufgezeichnet, seit der zweiten Staffel ist ein kleineres Publikum zu Gast, wobei Schubert während des Programms so tut, als wäre das Studio seine Wohnung. Unterstützt wird er von Bert Stephan, Jochen M. Barkas, Klaus Weichelt und Praktikantin Solveig (gespielt von Christina Petersen). Sein selbst ernanntes Ziel ist ein ehrliches Fernsehen:

„Mit Olaf TV kehrt lang Vermisstes in die Fernsehlandschaft zurück – Glaubwürdigkeit und Kompetenz. Ehrliches Fernsehen – von Schubert zu Mensch. Bei Olaf TV geht es um Themen, die alle angehen, Inhalte, die Menschen berühren und selbst Tiere nicht kaltlassen dürften. Die Wirkung auf Pflanzen ist noch nicht endgültig erforscht. Unsere Angebote sind voller Substanz, somit brauchen wir keine Lichteffekte und Showelemente, keine teuren Kulissen. Natürlich haben wir auch teure Kulissen, aber wir haben es nicht nötig, sie zu zeigen.“

Fester Bestandteil der ersten Staffel waren die Gäste. Seit der zweiten Staffel stellt Schubert jeweils ein Thema in den Mittelpunkt, von dem die Sendung handelt (zum Beispiel „Humor“ oder „Physik“).

## Ausstrahlung
Zunächst zeigte 3sat im Oktober 2010 eine Staffel mit vier Folgen. Die Staffeln zwei und drei folgten jeweils nach einem knappen Jahr Pause im Oktober 2011 und 2012. Die dritte Staffel wurde nicht nur auf 3sat, sondern auch auf ZDFkultur gezeigt. Im November und Dezember 2013 folgte eine vierte Staffel.

## Gästeliste
Staffel 1:
- 1. Sendung: Stermann & Grissemann
- 2. Sendung: Hans-Hermann Thielke
- 3. Sendung: René Marik
- 4. Sendung: Charly Hübner

Staffel 3:
- Kraftklub
- Martin Sonneborn
- Dresdner Dampferband

## Episodenliste
| Staffel | Jahr | Folge | Erstausstrahlung | 00000Thema00000 |
| ------- | ---- | ----- | ---------------- | --------------- |
| 1       | 2010 | 01    | 07. Oktober      | –               |
| 1       | 2010 | 02    | 08. Oktober      | –               |
| 1       | 2010 | 03    | 14. Oktober      | –               |
| 1       | 2010 | 04    | 15. Oktober      | –               |
| 2       | 2011 | 05    | 10. Oktober      | Mensch          |
| 2       | 2011 | 06    | 24. Oktober      | Umwelt          |
| 2       | 2011 | 07    | 07. November     | Gesundheit      |
| 2       | 2012 | 08    | 23. Januar       | Glaube          |
| 3       | 2012 | 09    | 07. Oktober      | Geografie       |
| 3       | 2012 | 10    | 14. Oktober      | Sexualität      |
| 3       | 2012 | 11    | 21. Oktober      | Zukunft         |
| 3       | 2012 | 12    | 28. Oktober      | Mathematik      |
| 4       | 2013 | 13    | 25. November     | Humor           |
| 4       | 2013 | 14    | 02. Dezember     | Musik           |
| 4       | 2013 | 15    | 02. Dezember     | Physik          |
| 4       | 2013 | 16    | 09. Dezember     | Kunst           |

## DVD-Veröffentlichung
Die ersten drei Staffeln sind im Rahmen der 3sat edition auf DVD veröffentlicht worden.